# Арганово дърво
Аргановото дърво (Argania spinosa или Sideroxylon spinosum) е вид от семейство Сапотови.

## Описание
Вечнозелено дърво с жълто-зеленикави цветчета, плодове, наподобяващи маслини, но по-закръглени и с по-големи размери. Достига на височина до 10 метра, корените са до 30 метра на дълбочина. От него се добива така нареченото арганово масло.
Счита се, че произхожда от Мароко, където е използвано с векове заради своите лечебни свойства.